# DJ D
Diego Buffoni (* 5. Dezember 1982 in Bergamo) ist ein italienischer Hardcore-Techno-Musiker und DJ.

## Karriere
Er begann seine Musikkarriere im Alter von 16 Jahren. Ein paar Jahre später (November 2000) veröffentlichte er seine erste Single „Inside Myself“. Im Laufe des Jahres 2002 begann er seinen eigenen Musikstil zu entwickeln, dies führte dann zu seinem ersten großen Hit „X-ploration“ (Juni 2002). Weiterhin war „Mankind Warning“ ein Partyhit, der von vielen DJs in ganz Europa gespielt wurde. Am Anfang des Jahres 2004 veröffentlichte er das Album „DB AREA“, das alle wichtigen Zusammenarbeiten mit einigen niederländischen DJs wie  Endymion und The Viper enthielt. DJ D veröffentlichte auch die Single „Wild“ zusammen mit Endymion beim Enzyme X Label.
Im Jahre 2005 produzierte er weitere Hits zusammen mit namhaften DJs. Darunter Titel wie „Furious Anger“ mit Paul Elstak und „Electro Shocking“ mit  Outblast. Er spielte auch auf den wichtigsten Partys in den Niederlanden wie  MOH, Decibel, Dominator, Hardcore 4 Life, Thunderdome, Megarave und Nightmare in Rotterdam. 2006 veröffentlichte DJ D sein zweites Album „The Melody Man“, auf das eine große Europatour durch Russland, Spanien, Frankreich, Italien und den Niederlanden folgte.
2012 veröffentlichte er seine bisher letzte Single „D-Style E.P.“

## Diskografie

### Alben
- 2004: DB AREA
- 2006: The Melody Man